# Alf Lechner
Alf Lechner (München, 17 april 1925 - Dollnstein, 25 februari 2017) was een Duitse beeldhouwer.

## Leven en werk
Lechner was van 1940 tot 1950 leerling bij de landschapsschilder Alf Bachmann in Ambach am Starnberger See. Tussen 1943 en 1945 werd hij bij de Arbeitsdienst en de Marine opgeroepen. Van 1950 tot 1960 was hij als schilder, graficus, industrieel ontwerper, lichttechnicus en metaalbewerker doende. Zijn eerste abstracte beelden creëerde Lechner in 1961.
Uitgangspunt voor zijn werk zijn geometrische basisvormen als cirkel, vierkant, rechthoek of blokvorm, waaruit Lechner minimalistische metaalsculpturen, vaak uit cortenstaal of roestvast staal, schept. Lechner zelf formuleert het zo: „Ik wil door doelbewuste verandering, ombuiging of herschikking van verschillende delen uit een eenvoudige vorm door systematisch nadenken iets tastbaar anders maken.“
In 1965 verhuisde Lechner naar Degerndorf bij München. Nadat hij in 1972 de aanmoedigingsprijs van de stad München had ontvangen en in 1974 van de stad Berlijn, kreeg hij een stipendium van het Bundesverband der Deutschen Industrie BDI: bij Linde AG creëerde hij ruimtelijke beelden (open kubusvormige constructies). Vanaf 1976 stabiliseerde Lechner zijn grote staalconstructies met behulp van glasplaten. In 1981 waagde hij zich aan het ontwerp van toneeldecors en wel voor het toneelstuk „Antigone“ in het stadstheater van Ulm. Voor de internationale Gartenschau ontwierp hij in 1983 de fonteinsculptuur „Wasserwand“. Rond die tijd verhuisde hij weer, nu naar Geretsried bij München.
In 1995 werd Lechner lid van de Bayerische Akademie der Schönen Künste.
Hij was in 2005 een van de deelnemers aan de Skulpturenmeile Hannover (een beeldenroute) in Hannover met het werk Kreisteilung - Quadratanordnung - Kugel (1987). Op het terrein van de Luchthaven München werd in het kader van het project Kunst am Besucherplatz de 36 meter lange en 9 meter hoge stalen sculptuur getiteld In München starten - In München landen (2008) geplaatst. Het object heeft ongeveer de lengte van een Airbus A320 en de hoogte van een gebouw van drie verdiepingen.
De kunstenaar woonde en werkte in een voormalige ijzersmelterij in Obereichstätt (Dollnstein), Oberbayern (Opper-Beieren) met een kalksteengroeve als decor voor zijn privé-beeldenpark. Hij overleed op 91-jarige leeftijd.

## Musea en instellingen
- Museum Alf Lechner (Ingolstadt)
- Heinrich-Vetter-Sammlung in Ilvesheim
- Beeldenpark van het Neues Museum Nürnberg in Neurenberg
- Beeldenpark van het Lehmbruck-Museum in Duisburg
- King Saud University, Saoedi-Arabië
- Skulpturenpark Köln, Keulen
- Collectie Skulpturenmuseum Glaskasten, Marl
- Beeldenpark van de Pinakotheken München, München
- Beeldenpark van de Kunsthalle Mannheim, Mannheim
- Skulpturenpark Sammlung Domnick in Nürtingen
- Skulpturenweg Salzgitter-Bad, Salzgitter

## Werken (selectie)
- Bündelung (1971), Luisenpark in Mannheim
- Bündelung - Wand 1971/15 (1971), Skulpturenpark Sammlung Domnick
- Würfelpyramide SUN-17 (1972), Südgelände Friedrich-Alexander-Universität in Erlangen
- Raumkonstruktion 2/72 (1972), buitencollectie Skulpturenmuseum Glaskasten in Marl
- Würfelkonstruktion 3/73 (1973), Beeldenpark van het Lehmbruck-Museum in Duisburg
- Rahmenkubus mit Holzbalken (1973), Hohenheimer Straße in Leinfelden-Echterdingen
- 26/73 (1973/1987), Oberpostdirektion in Stuttgart-Cannstatt
- Gekippte Würfel (1973/75), Campus Pädagogische Hochschule in Freiburg im Breisgau
- Ohne Titel (1975), Karlsplatz in Freiburg
- Zahnstecher (1975), Glückstraße in Erlangen
- Stabilität und Labilität (1976/77), Kreiskrankenhaus in Erlangen
- Verformung (1977), Skulpturenpark Sammlung Domnick
- Exzentrische Pyramide (1978), München
- Augsburger Dreiecke (1978), beeldenroute Kunst am Campus van de Universität Augsburg in Augsburg
- Raum-Skelett (1980), Universität München/Weihenstephan in Freising
- Würfel-Flächen-Diagonale (1980), Südgelände Friedrich-Alexander-Universität in Erlangen
- Flächendurchdringung (1979/83), Gasteig in München
- Wasserwand (1981/82), Westpark in München
- Würfel-Skelett-Substraktion (1984), King Saud University in Riyad
- Drei Kuben (1985), Skulpturenpark am Diakonie, Paul-Gräb-Straße in Wehr (Baden)
- St. Wendeler Blatt (1985), Straße der Skulpturen (St. Wendel) in Sankt Wendel
- Quadrathalbierung/Diagonalwölbung (1983/86), King Saud University in Riyad
- Stahlblatt Nr. 5 (1986), Neue Nationalgalerie/Kulturforum Skulpturen in Berlijn
- Geöffneter Ring (1983/87), Robert-Schuman-Platz in Bonn
- Eine enorme Anstrengung - Wilhelm Lehmbruck, Streckungen (1987), Beeldenpark van het Lehmbruck-Museum in Duisburg
- Kreisstellung - Quadratenordnung - Kugel (1987), Skulpturenmeile Hannover in Hannover
- Große Kreisstellung mit Kugel (1988), Skulpturenpark Schloß Philippsruhe bij Hanau
- Durchdringung (1988), Rheinisches Landesmuseum in Mainz
- Ringskulptur Ingolstadt (1989), Kavalier Hepp in Ingolstadt
- Große Zylinderspaltung (1991), Beeldenpark van het Lehmbruck-Museum in Duisburg
- Halbkreis-Dreiviertelkreis BAM (1991), Bundesanstalt für Materialforschung und -prüfung in Berlijn
- Diagonalteilung/Mantelrindung, Hommage an Franz Marc (1984/1995), Franz-Marc-Museum in Kochel am See
- Prisma I und II (1995), Maximilianum in München
- Ringteilung (1996), Beeldenpark van het Neues Museum Nürnberg in Neurenberg
- Zueinander (1996), Beeldenpark van de Pinakotheken München in München
- Linie, Körper, Raum (1998), Bayerische Baugewerbeverband in Stockdorf bij München
- Gespannter Bogen (1998), Kavalier Elbracht in Ingolstadt
- Vertikal - Horizontal (1998), Beeldenpark van de Kunsthalle Mannheim in Mannheim
- Raumsegmente Rondo (1999), Skulpturenpark Johannisberg in Wuppertal
- Geborgenheit für Marie-Luise Fleißer (1999), Neues Schloss in Ingolstadt
- Tau (1999), Klenzepark, Turm Triva in Ingolstadt
- Zwischeräume (2001), Ständehaus in Düsseldorf
- Auf Ab Ab (2005/06), Skulpturenweg Salzgitter-Bad in Salzgitter
- In München starten - in München landen (2008), Luchthaven München

## Fotogalerij

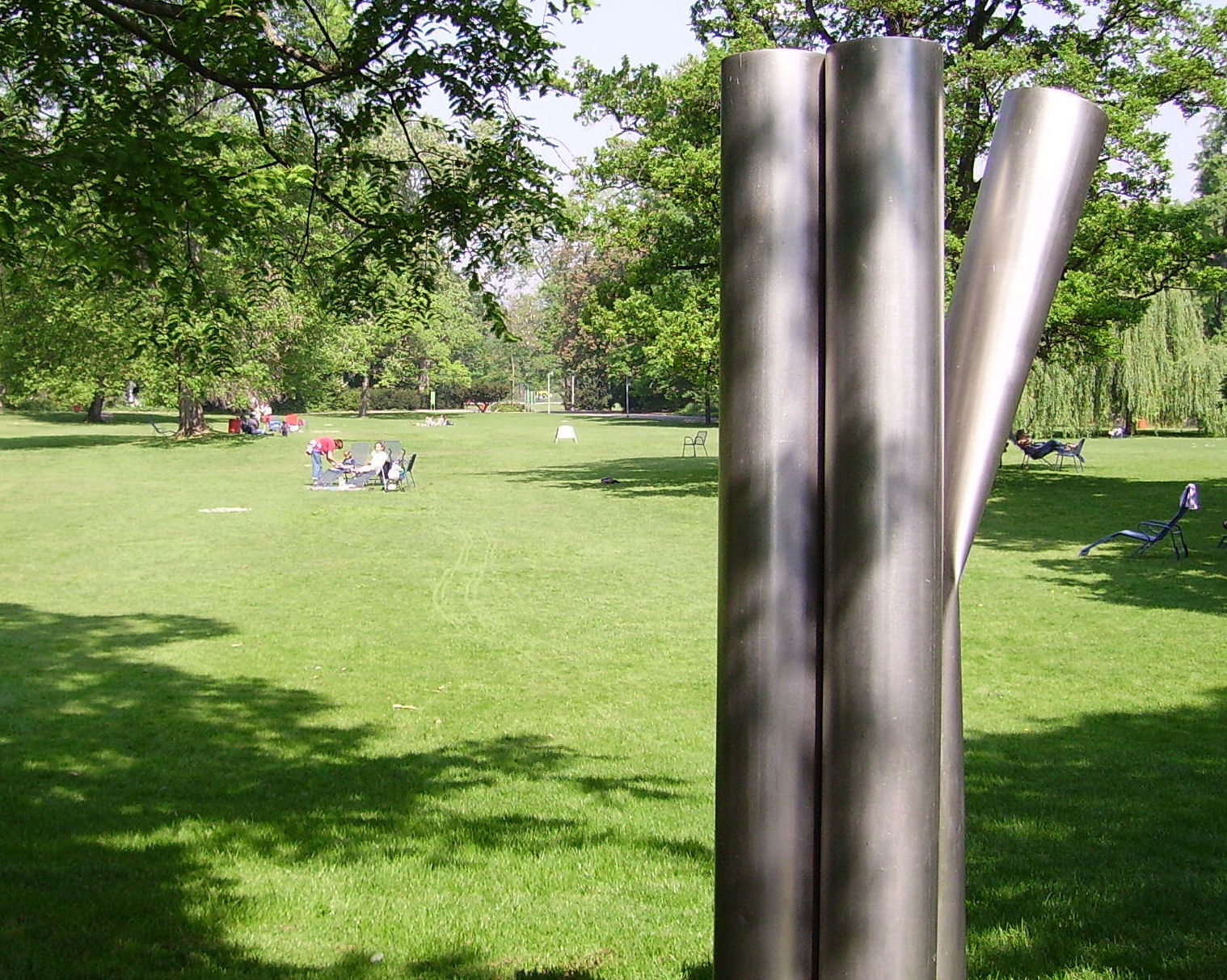
Bündelung (1971), Luisenpark Mannheim
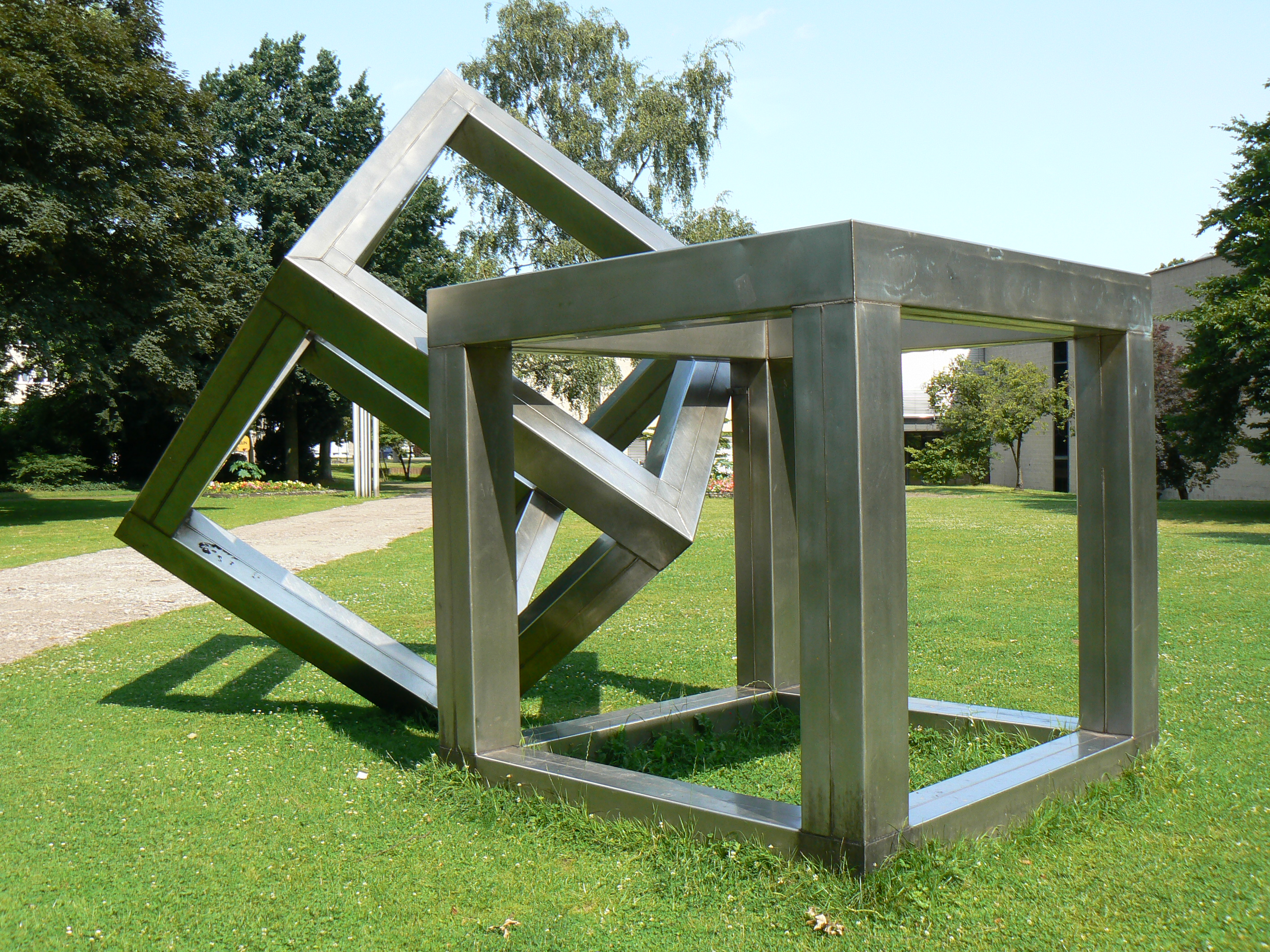
Sculptuur 3/73 (1973) Beeldenpark van het Lehmbruck-Museum, Duisburg
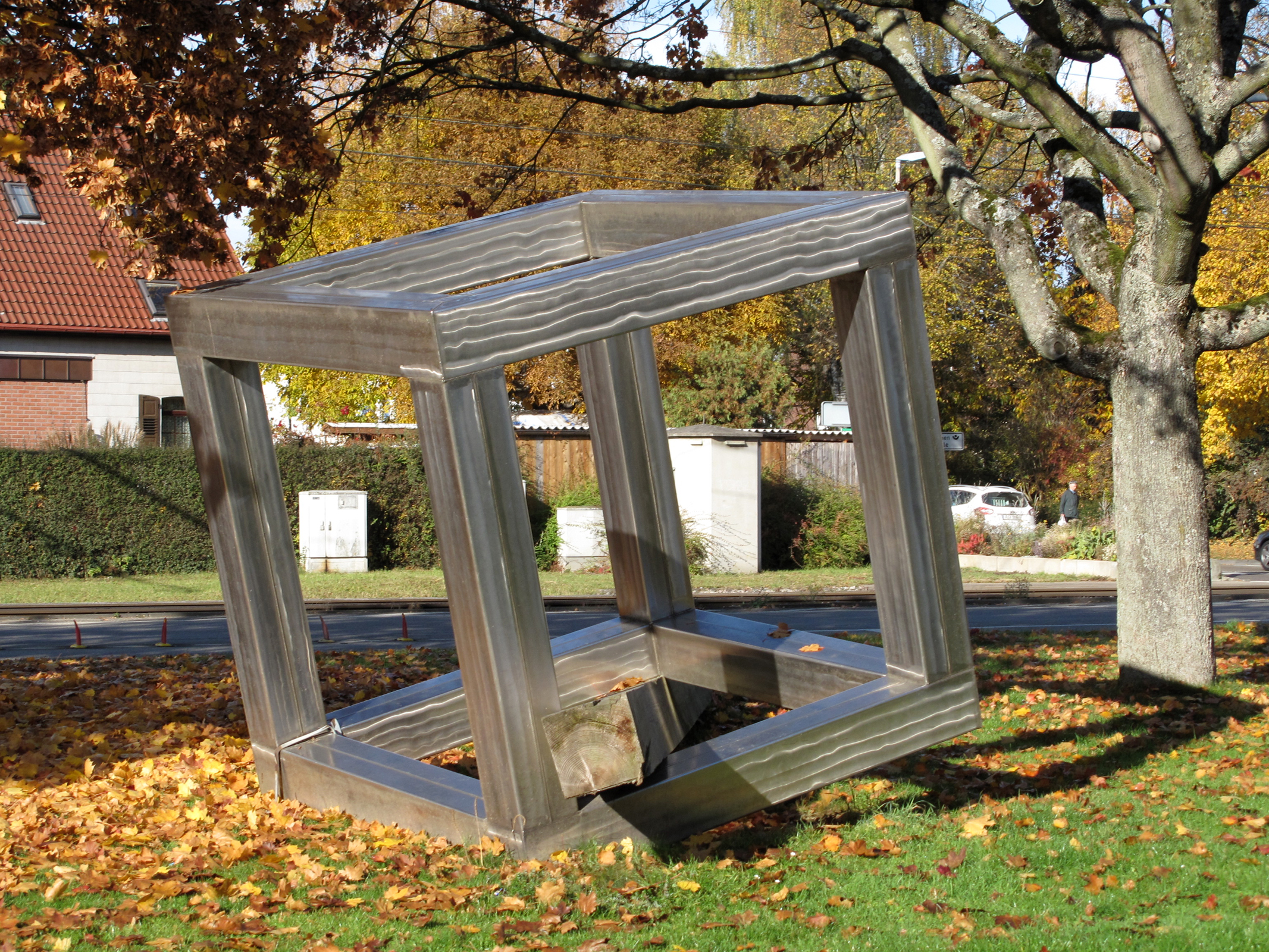
Rahmenkubus mit Holzbalken (1973), Leinfelde-Echterdingen
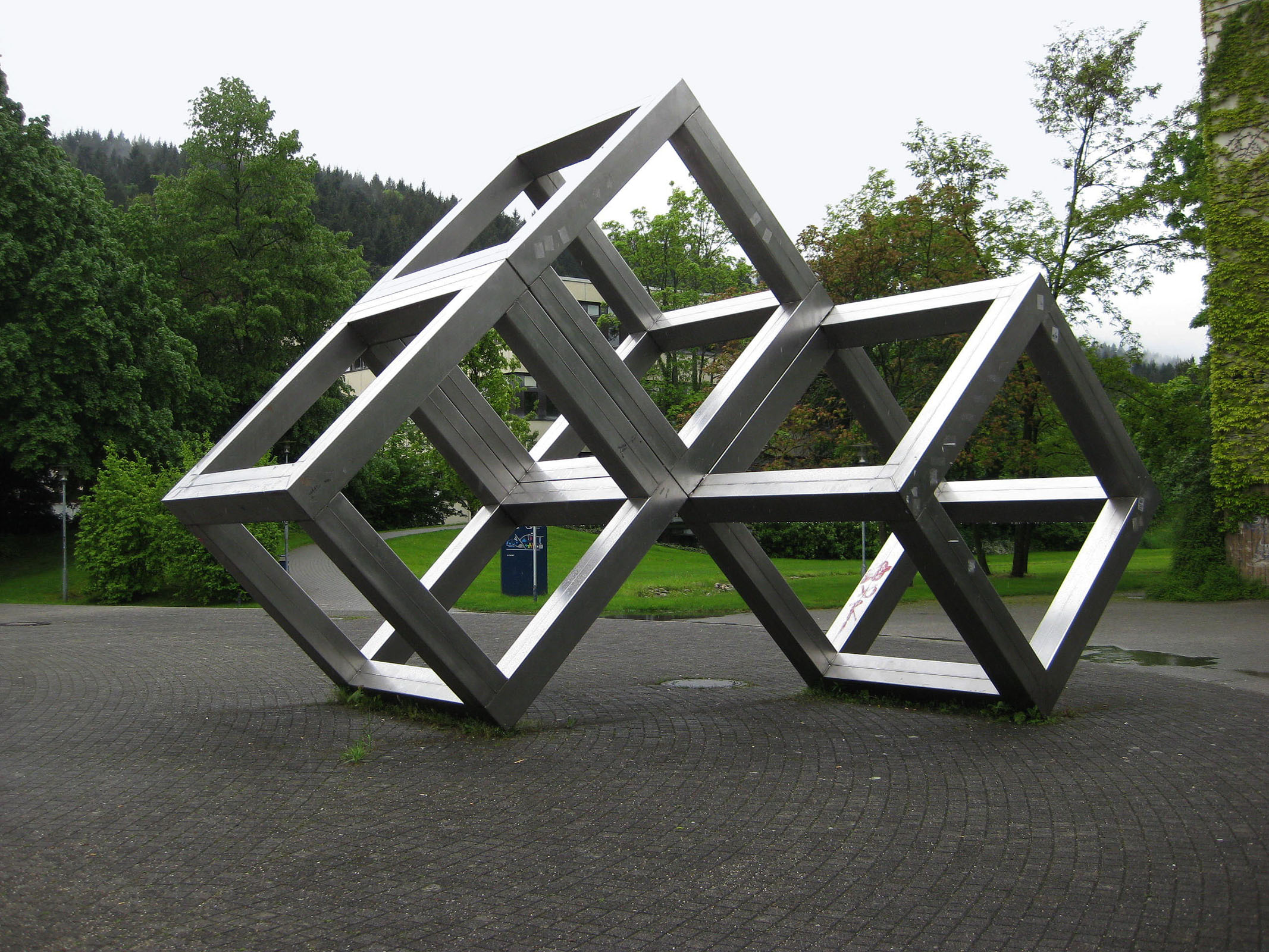
Gekippte Würfel (1973/75), Freiburg im Breisgau
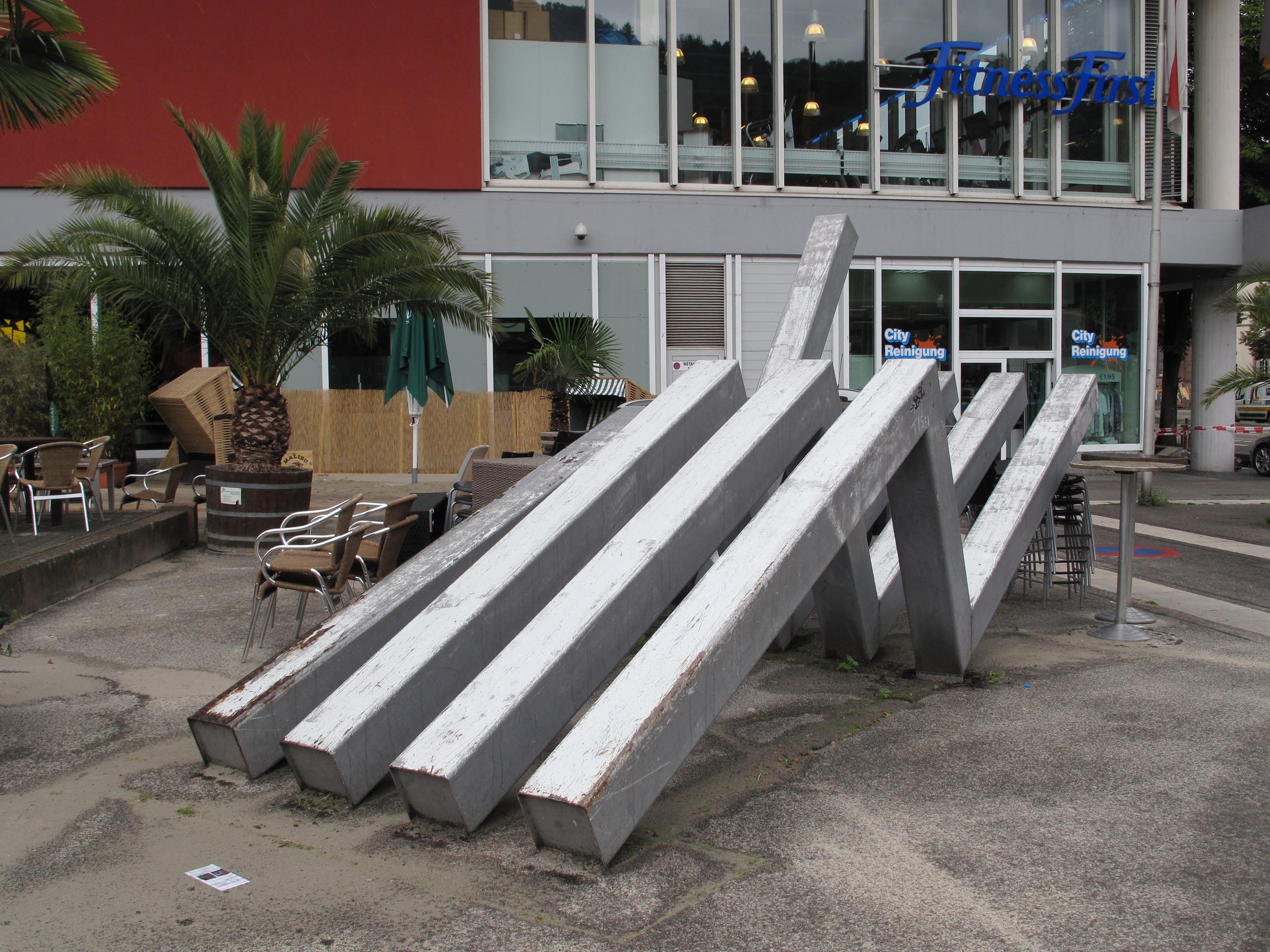
Ohne Titel (1975), Freiburg
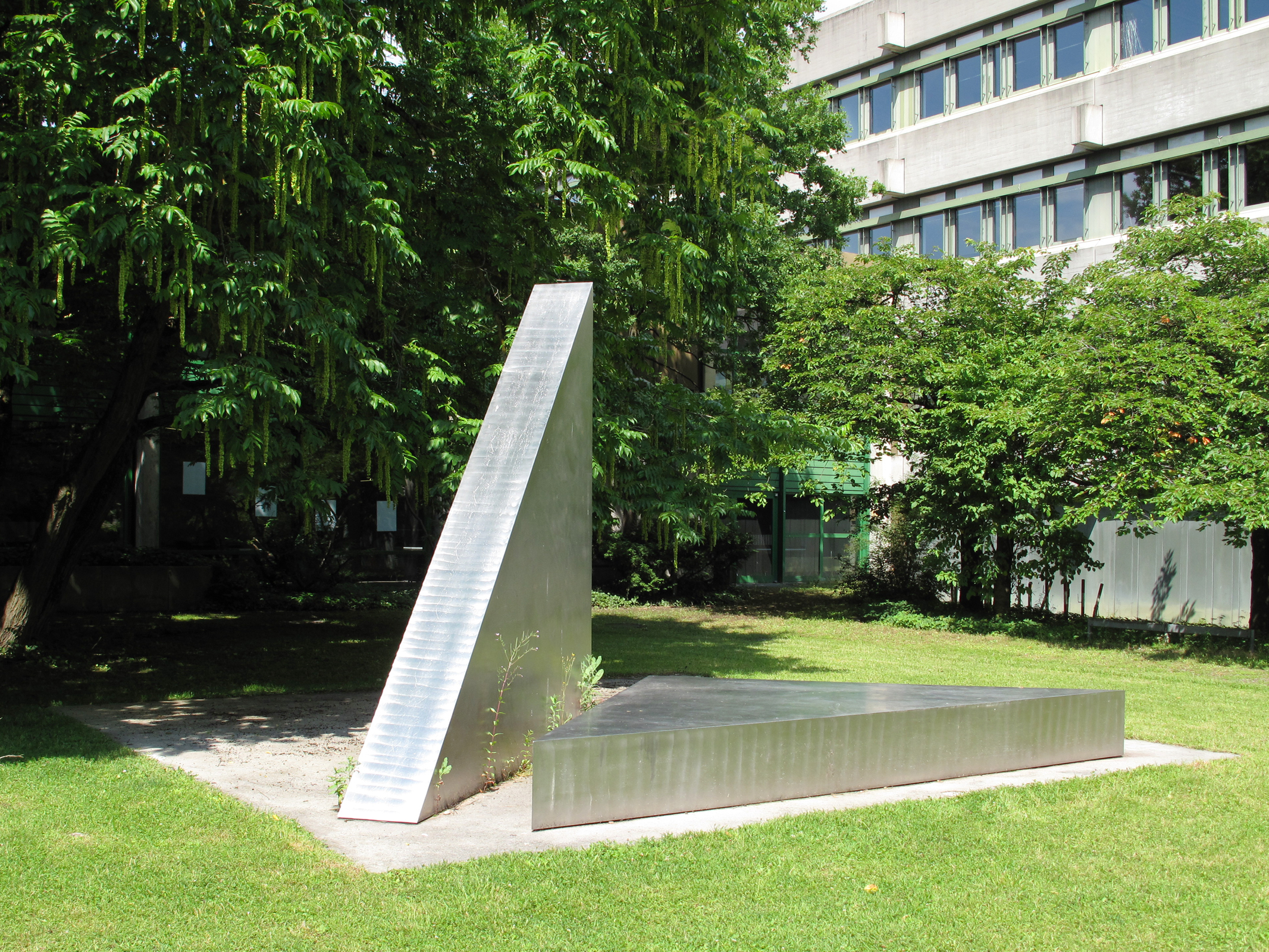
Augsburger Dreiecke (1978), Augsburg
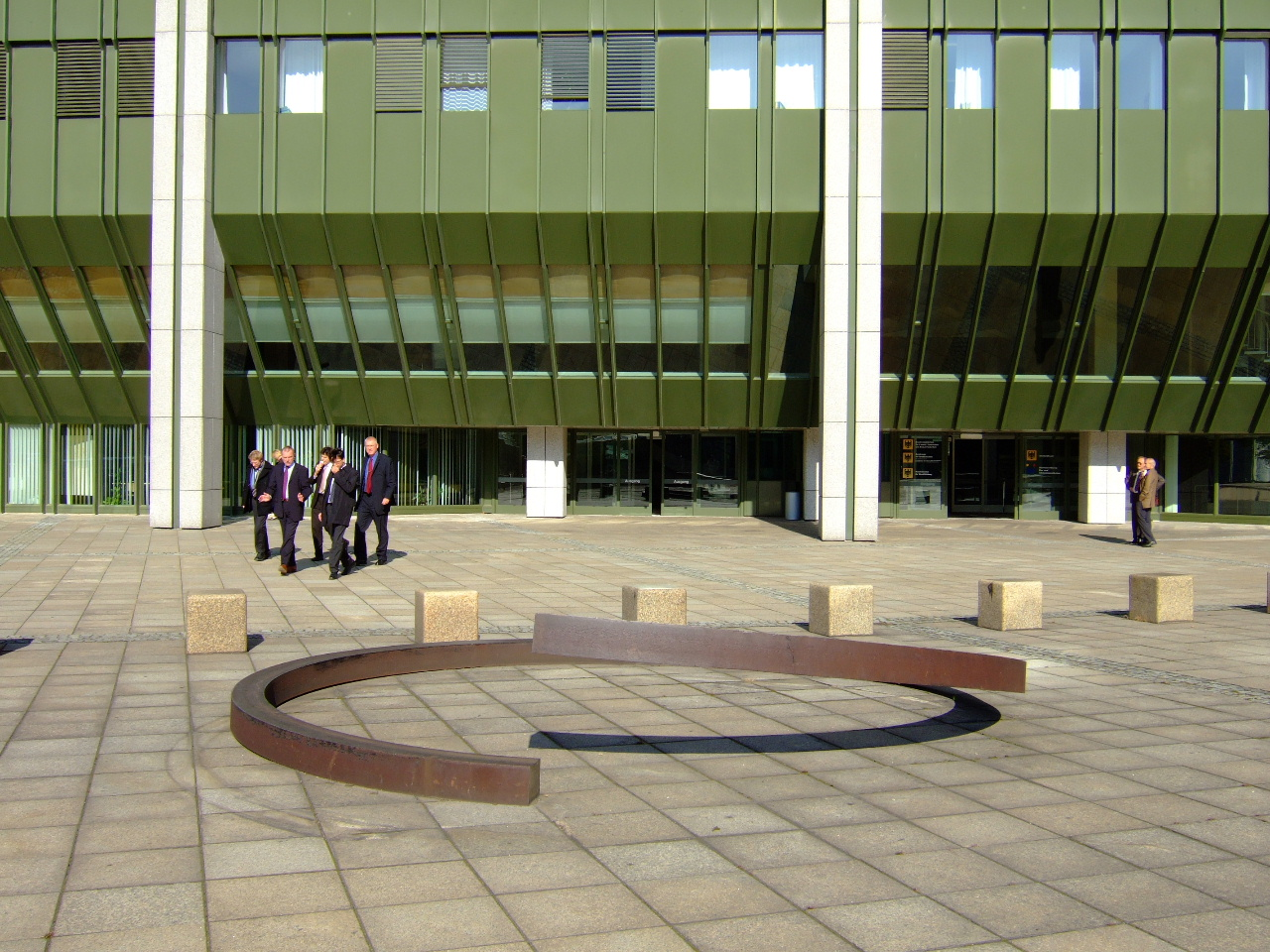
Ohne Titel (1987) in Bonn
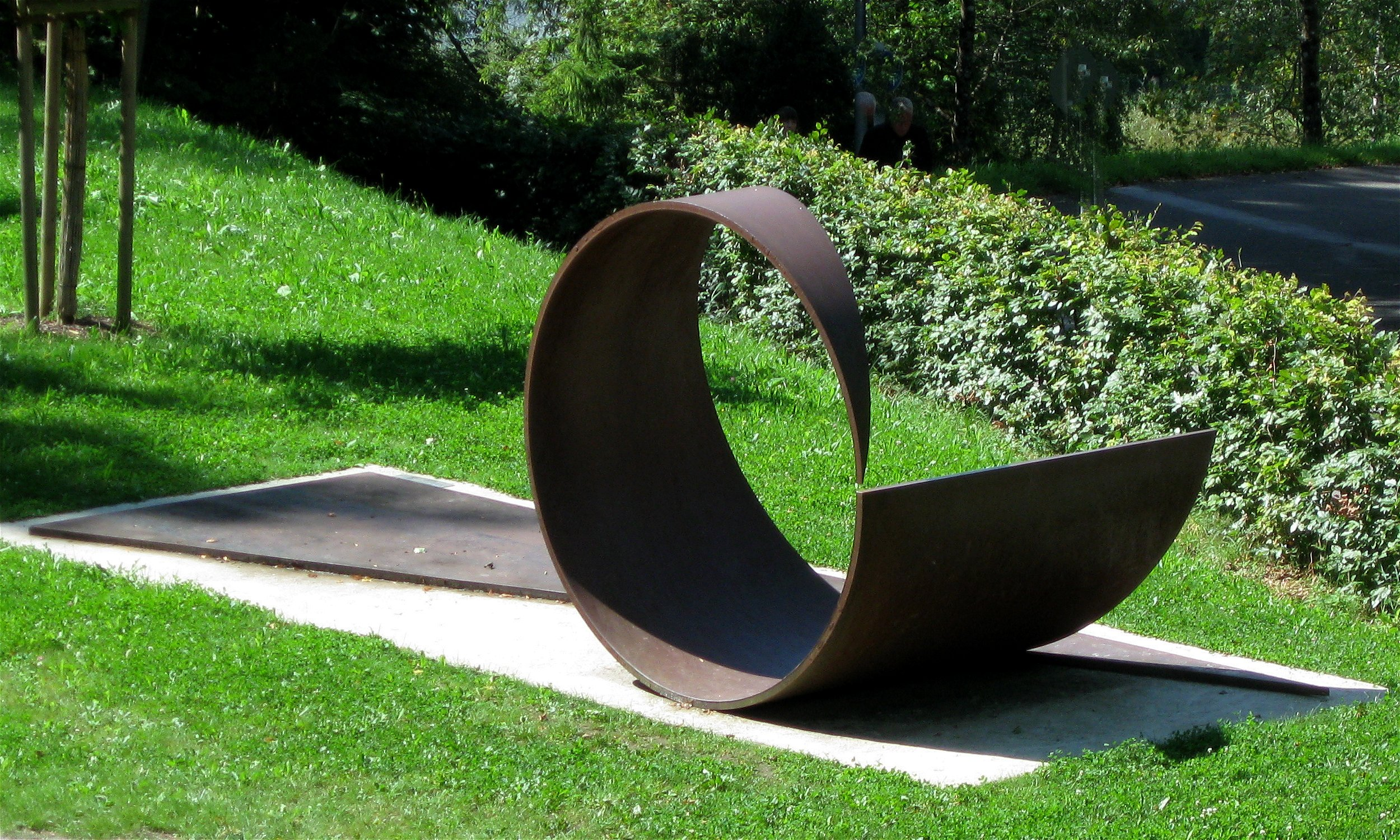
Hommage an Franz Marc (1995), Kochel am See
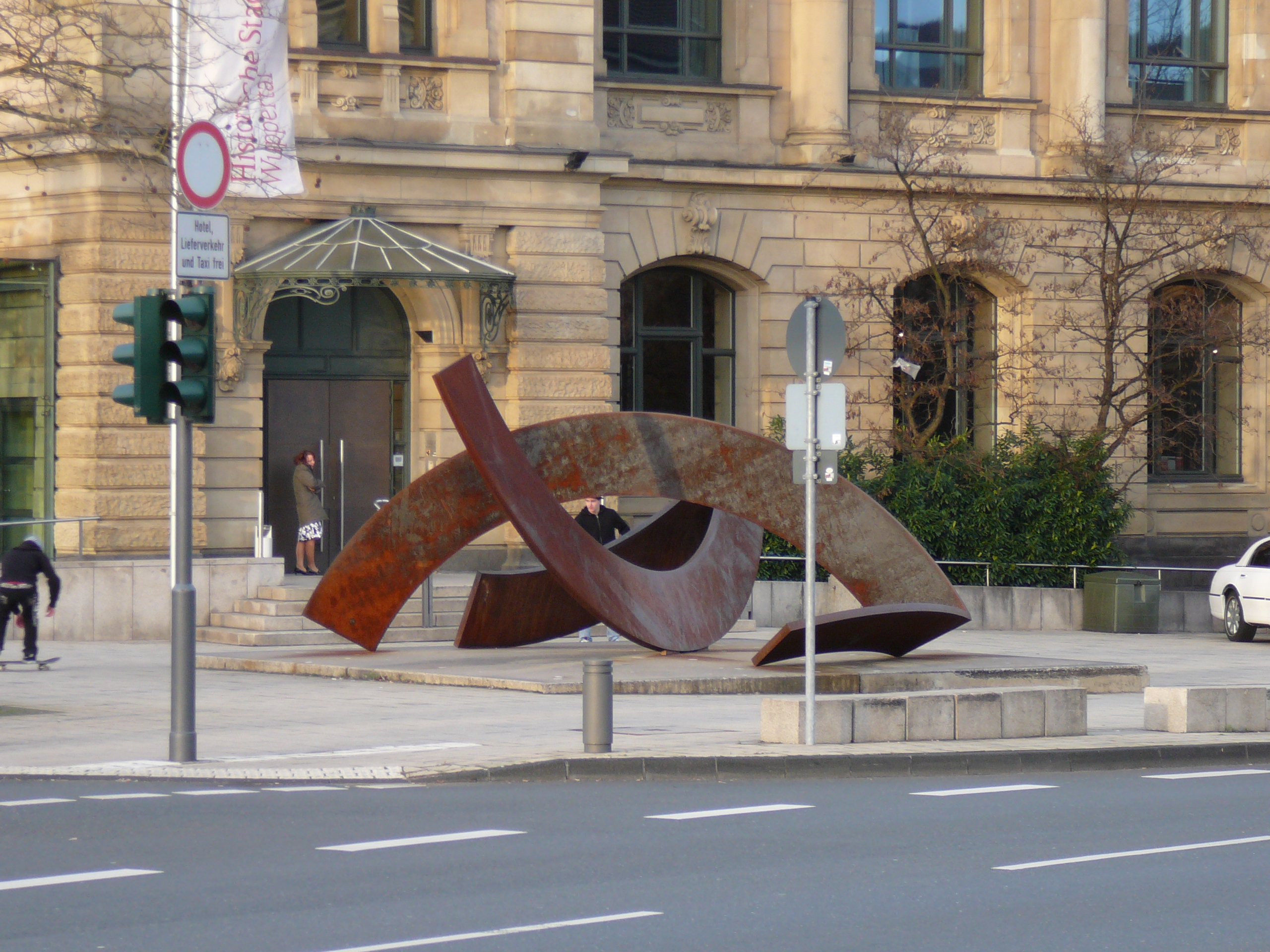
Raumsegmente Rondo (1999), Skulpturenpark Johannisberg Wuppertal
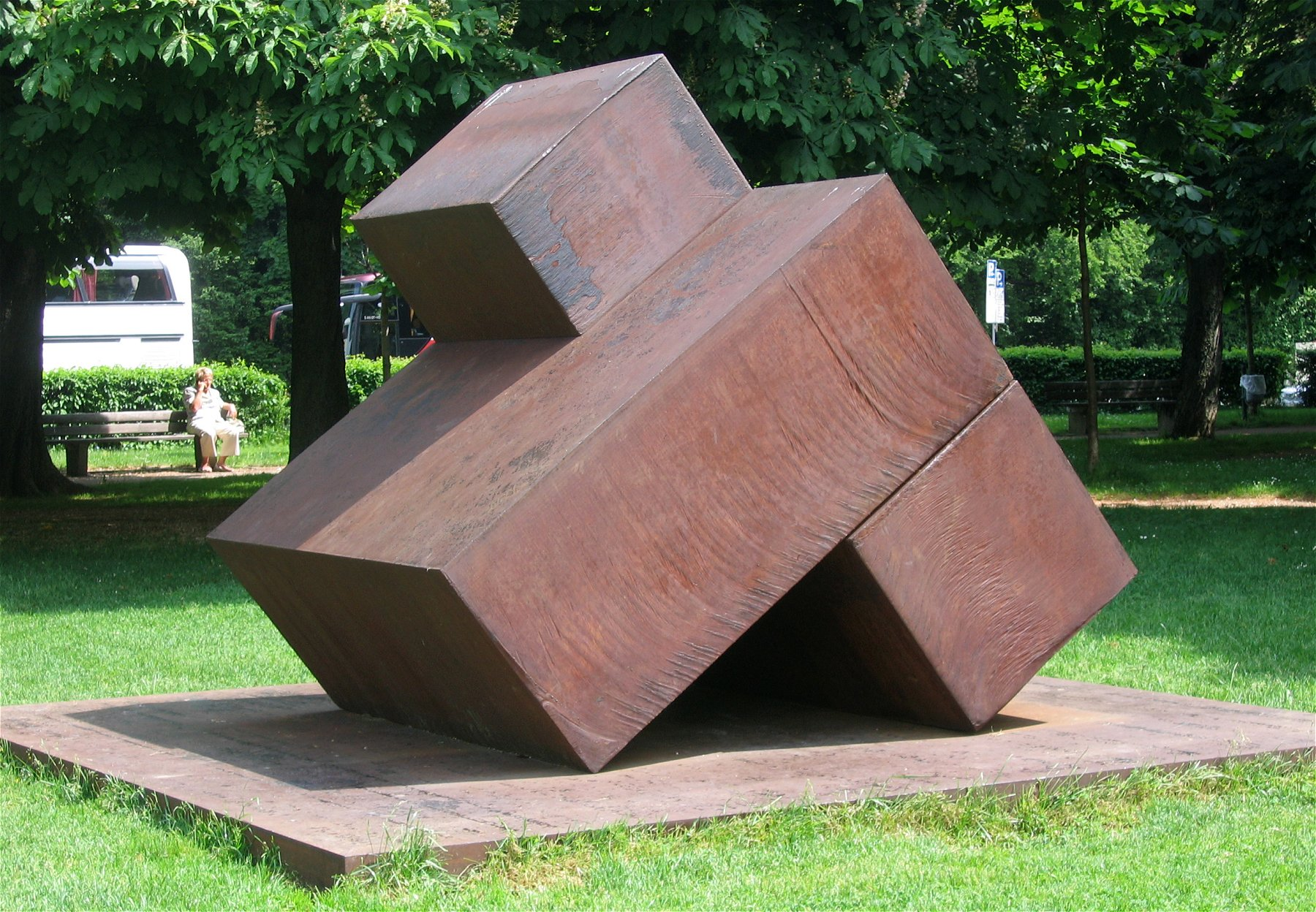
Zueinander (1999), Beeldenpark van de Pinakotheken München
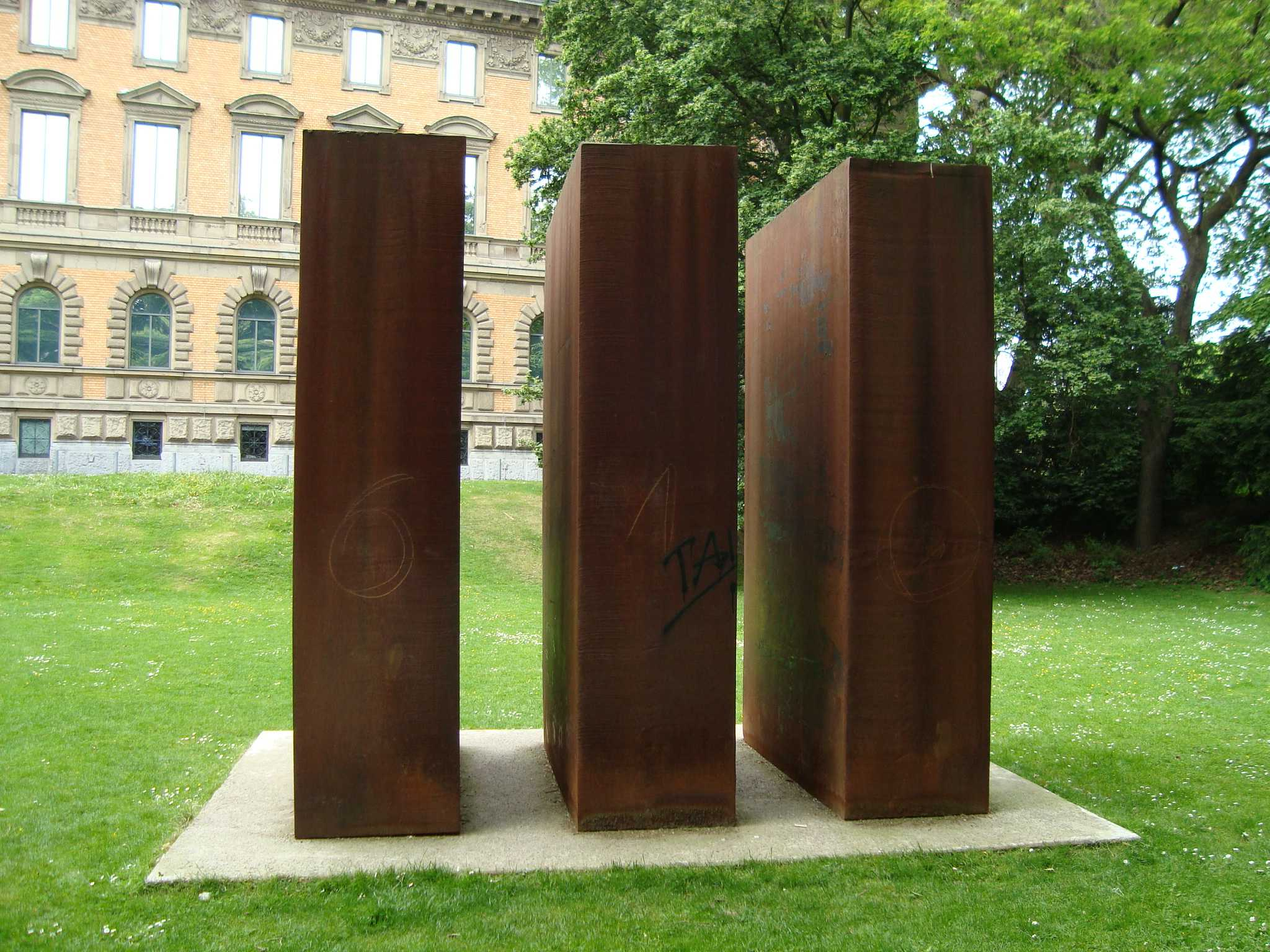
Zwischenräume (2001), Düsseldorf
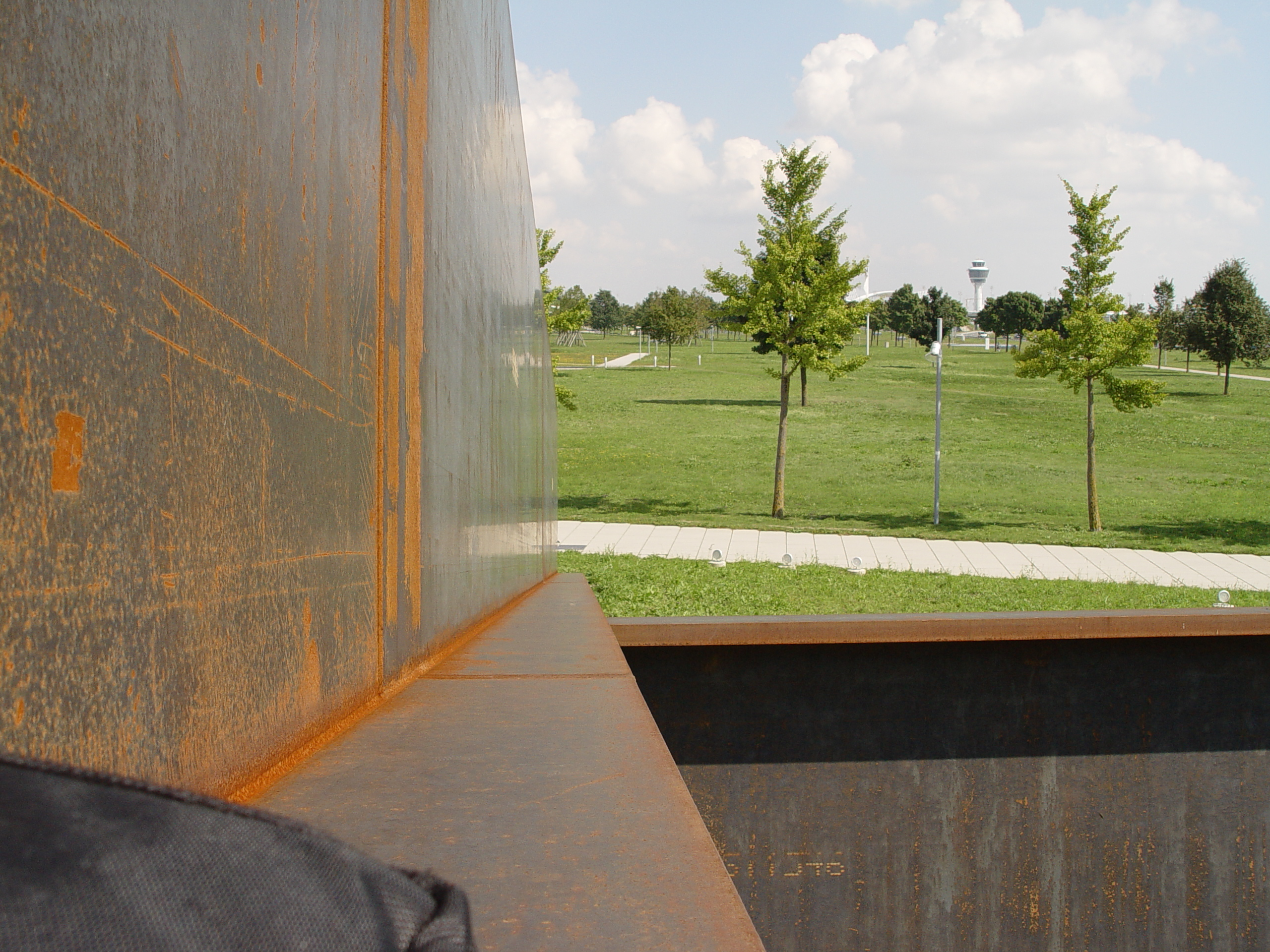
In München starten - In München landen (detail)